# Episodi di Entourage (sesta stagione)
La sesta stagione di Entourage è stata trasmessa negli Stati Uniti d'America dal 12 luglio al 4 ottobre 2009 su HBO.
In Italia è stata trasmessa dal 1º novembre al 9 dicembre 2010 su FX.
| nº | Titolo originale                    | Titolo italiano          | Prima TV USA      | Prima TV Italia  |
| -- | ----------------------------------- | ------------------------ | ----------------- | ---------------- |
| 1  | Drive                               | La solitudine dei primi  | 12 luglio 2009    | 1º novembre 2010 |
| 2  | Amongst Friends                     | Siamo solo amici         | 19 luglio 2009    | 1º novembre 2010 |
| 3  | One Car, Two Car, Red Car, Blue Car | Ritorno a scuola         | 26 luglio 2009    | 8 novembre 2010  |
| 4  | Running on E                        | Ammazzare il tempo       | 2 agosto 2009     | 8 novembre 2010  |
| 5  | Fore                                | Partita a golf           | 9 agosto 2009     | 18 novembre 2010 |
| 6  | Murphy's Lie                        | Bugie e verità           | 16 agosto 2009    | 18 novembre 2010 |
| 7  | No More Drama                       | I drammi di Drama        | 23 agosto 2009    | 25 novembre 2010 |
| 8  | The Sorkin Notes                    | Tutto per Sorkin         | 30 agosto 2009    | 25 novembre 2010 |
| 9  | Security Briefs                     | Stalking                 | 13 settembre 2009 | 2 dicembre 2010  |
| 10 | Berried Alive                       | Pazzi di gelosia         | 20 settembre 2009 | 2 dicembre 2010  |
| 11 | Scared Straight                     | La sindrome di Takotsubo | 27 settembre 2009 | 9 dicembre 2010  |
| 12 | Give a Little Bit                   | Slanci d'amore           | 4 ottobre 2009    | 9 dicembre 2010  |